# Srbská menšina na Slovensku

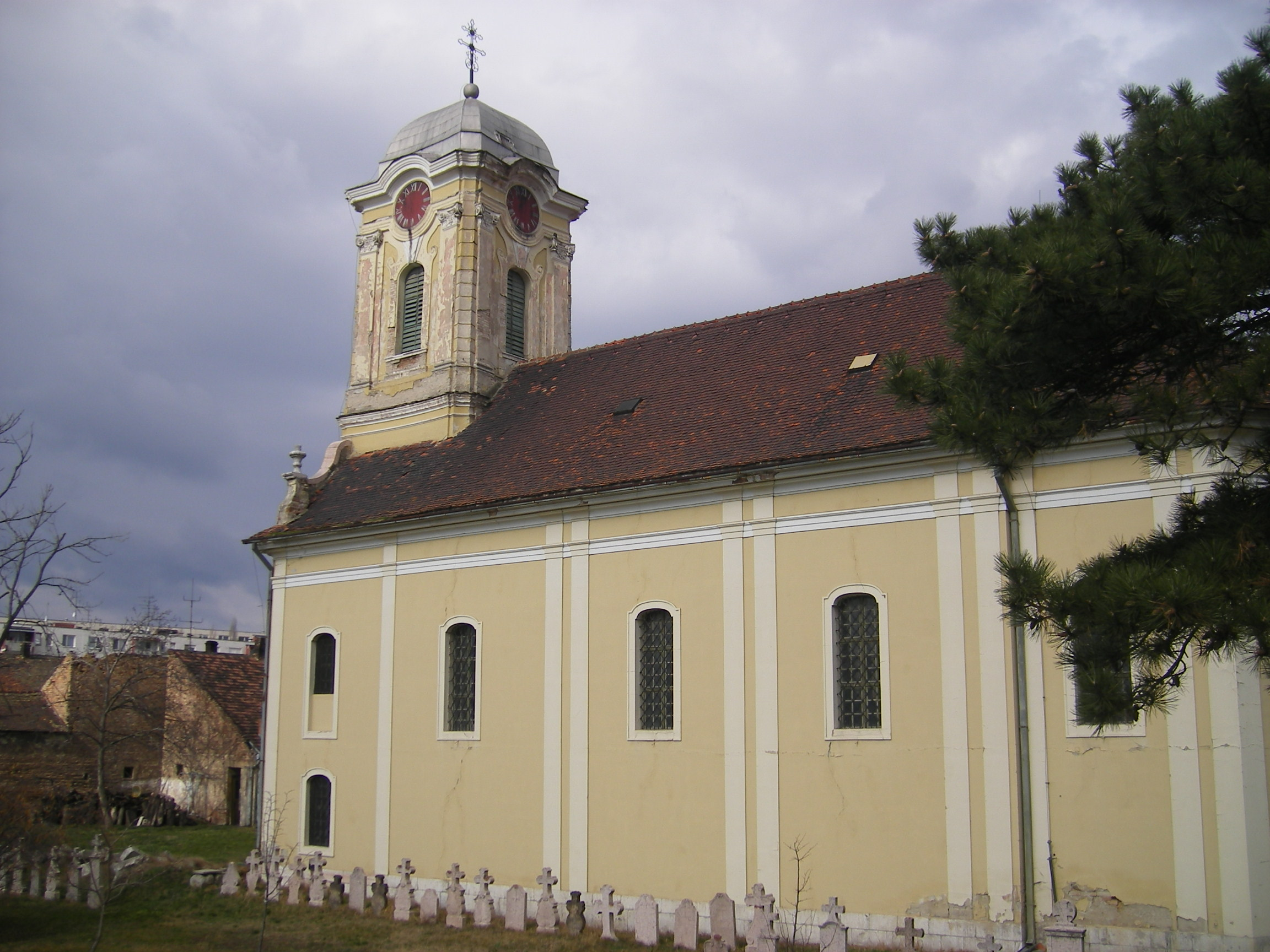
Komárno – kostel Srbské pravoslavné církve

Srbská národnostní menšina na Slovensku (slovensky Srbská národnostná menšina) je označení obyvatel Slovenska, kteří se hlásí k srbské národnosti. Podle výsledků slovenského sčítání lidu žilo v roce 2011 na Slovensku 698 osob, deklarujících srbskou národnost.
Podle sčítání lidu v roce 2001 se k srbské národnosti na Slovensku hlásilo 434 osob.